# 1. česká hokejová liga
1. česká hokejová liga, od sezóny 2024/2025 nazývaná podle svého titulárního partnera Maxa liga, je druhá nejvyšší hokejová soutěž v České republice.

## Historické názvy
- 1993 – 1. liga ČR

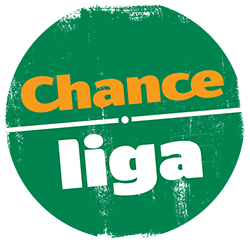
Logo 1. české hokejové ligy v letech 2018–2024

- 1997 – 1. DZ liga (1. Družstevní záložna liga)[2]
- 2000 – 1. ČP liga (1. Česká pojišťovna liga)[3]
- 2003 – 1. liga LH ČR[4]
- 2015 – WSM liga[5]
- 2018 – Chance liga[6]
- 2024 – Maxa liga[7]

## Souhrnná historická tabulka všech prvoligových klubů
- Všechny prvoligové kluby, které kdy hrály 1. ligu, můžete najít v přehledné historické tabulce, kde je uvedeno i umístění za jednotlivé sezony.

## Vítězové
| Sezóna    | Vítězové                    | Vítězové                    | Výsledek |
| --------- | --------------------------- | --------------------------- | --- |
| 1993–1994 | HC Zbrojovka Vsetín         | HC Slavia Praha             | Oba týmy v baráži o extraligu uspěly a postoupily.                                                                     |
| 1994–1995 | HC Kometa Brno              | TZ Třinec                   | Oba týmy postoupily přímo do extraligy vzhledem k rozšíření soutěže.                                                   |
| 1995–1996 | HC Přerov                   | HC Opava                    | Tým HC Opava v baráži o extraligu uspěl a postoupil.                                                                   |
| 1996–1997 | HC Becherovka Karlovy Vary  | HK Kralupy nad Vltavou      | Ani jeden z týmů v baráži o extraligu neuspěl, ale Karlovy Vary koupily extraligovou licenci od Olomouce a postoupily. |
| 1997–1998 | HC Excalibur Znojemští Orli | HC Excalibur Znojemští Orli | Tým v baráži o extraligu neuspěl.                                                                                      |
| 1998–1999 | HC Excalibur Znojemští Orli | HC Excalibur Znojemští Orli | Tým v baráži o extraligu uspěl a postoupil.                                                                            |
| 1999–2000 | HC Dukla Jihlava            | HC Dukla Jihlava            | Tým v baráži o extraligu neuspěl.                                                                                      |
| 2000–2001 | KLH Chomutov                | KLH Chomutov                | Tým v baráži o extraligu neuspěl.                                                                                      |
| 2001–2002 | Bílí Tygři Liberec          | Bílí Tygři Liberec          | Tým v baráži o extraligu uspěl a postoupil.                                                                            |
| 2002–2003 | HC Vagnerplast Kladno       | HC Vagnerplast Kladno       | Tým v baráži o extraligu uspěl a postoupil.                                                                            |
| 2003–2004 | HC Dukla Jihlava            | HC Dukla Jihlava            | Tým v baráži o extraligu uspěl a postoupil.                                                                            |
| 2004–2005 | HC Motor České Budějovice   | HC Motor České Budějovice   | Tým v baráži o extraligu uspěl a postoupil.                                                                            |
| 2005–2006 | HC Slovan Ústečtí Lvi       | HC Slovan Ústečtí Lvi       | Tým v baráži o extraligu neuspěl.                                                                                      |
| 2006–2007 | HC Slovan Ústečtí Lvi       | HC Slovan Ústečtí Lvi       | Tým přímo postoupil do extraligy.                                                                                      |
| 2007–2008 | BK Mladá Boleslav           | BK Mladá Boleslav           | Tým v baráži o extraligu uspěl a postoupil.                                                                            |
| 2008–2009 | HC Slovan Ústečtí Lvi       | HC Slovan Ústečtí Lvi       | Tým v baráži o extraligu neuspěl.                                                                                      |
| 2009–2010 | KLH Chomutov                | KLH Chomutov                | Tým v baráži o extraligu neuspěl.                                                                                      |
| 2010–2011 | HC Slovan Ústečtí Lvi       | HC Slovan Ústečtí Lvi       | Tým v baráži o extraligu neuspěl.                                                                                      |
| 2011–2012 | Piráti Chomutov             | Piráti Chomutov             | Tým v baráži o extraligu uspěl a postoupil.                                                                            |
| 2012–2013 | BK Mladá Boleslav           | HC Olomouc                  | V baráži o extraligu ani jeden z týmů neuspěl.                                                                         |
| 2013–2014 | BK Mladá Boleslav           | HC Olomouc                  | Oba týmy v baráži o extraligu uspěly a postoupily.                                                                     |
| 2014–2015 | Piráti Chomutov             | ČEZ Motor České Budějovice  | Tým Piráti Chomutov v baráži o extraligu uspěl a postoupil.                                                            |
| 2015–2016 | HC Dukla Jihlava            | HC Slavia Praha             | V baráži o extraligu ani jeden z týmů neuspěl.                                                                         |
| 2016–2017 | ČEZ Motor České Budějovice  | HC Dukla Jihlava            | V baráži o extraligu uspěl tým HC Dukla Jihlava                                                                        |
| 2017–2018 | HC Energie Karlovy Vary     | Rytíři Kladno               | V baráži o extraligu uspěl tým HC Energie Karlovy Vary                                                                 |
| 2018–2019 | ČEZ Motor České Budějovice  | Rytíři Kladno               | V baráži o extraligu uspěl tým Rytíři Kladno.                                                                          |
| 2019–2020 | ČEZ Motor České Budějovice  | ČEZ Motor České Budějovice  | Tým přímo postoupil do extraligy.                                                                                      |
| 2020–2021 | Rytíři Kladno               | Rytíři Kladno               | Tým přímo postoupil do extraligy.                                                                                      |
| 2021–2022 | HC Dukla Jihlava            | HC Dukla Jihlava            | Tým v baráži o extraligu neuspěl.                                                                                      |
| 2022–2023 | PSG Berani Zlín             | PSG Berani Zlín             | Tým v baráži o extraligu neuspěl.                                                                                      |
| 2023–2024 | VHK ROBE Vsetín             | VHK ROBE Vsetín             | Tým v baráži o extraligu neuspěl                                                                                       |
| 2024–2025 | HC Dukla Jihlava            | HC Dukla Jihlava            | Tým v baráži o extraligu neuspěl                                                                                       |
| 2025–2026 |                             |                             | |

Pozn. Postupující týmy jsou zvýrazněny tučně.